# زماك
زماك أو ساماك هو أحد القادة الأمازيغ من القرن الرابع ميلادي ، وكان ابنا غير شرعيا للملك نوبل وأخ غير شقيق لغيلدون ومازوكا وماسيزيل و سياريا و ديوس و الثائر فرموس ، الذي حاول الانفصال عن حكم فالنتينيان الأول. مع وفاة والده، ربما في نهاية عام 371 أو بداية عام 372، وقع خلاف مع أخوته حول من يخلف ثروة أبيه مما ادى إلى اغتياله من قبل أخيه فرموس .
قبل ذلك ، كان زماك مخلصًا للرومان ، حيث سيطر على منطقة محصنة تسمى بيترا (بالقرب من اغزر امقران الحديثة ، الجزائر) في منطقة القبائل ، حيث حصل على ولاء القبائل الأمازيغية المجاورة. تسبب موته على أيدي فرموس إلى عداء و حرب مع حاكم أفريقيا الرومانية، مما ادت إلى ظهور ثورة فرموس ضد روما.

## مواضيع مرتبطة
- الأمبراطورية الرومانية
- أمازيغ
- فرموس